# O Pequeno Livro Vermelho do Estudante
O pequeno livro vermelho do estudante (no original danês: Den lille røde bog for skoleelever) foi um livro polêmico pelo que derrubou tabus da área de educação infantil da época referente a “sexo, droga, prostituição, conflito de gerações – em casa, na rua, nas escolas, nas relações sociais. O título faz alusão ao Livro Vermelho de Mao Tsé-Tung. Foi originalmente publicado na Dinamarca e posteriormente traduzido a diversos idiomas e publicado clandestinamente durante a década de 1970. 

## Crítica ao sistema educacional na Europa
Desde um enfoque / uma perspectiva marxista no livro se criticava o sistema educativo vigente nesses países europeus onde o livrinho apareceu, oferecendo "soluções" (provocativas) para os alunos que, na época, sofreram diversas restrições (entre outras coisas, comportamentais) impostas por políticas educacionais na época consideradas como reacionárias. Deste modo se davam indicações de como queixar-se de um professor, como organizar um protesto e coisas parecidas. Também se informava aos adolescentes sobre os riscos do consumo de drogas, deixando como uma simples opção pessoal de tomá-las ou não. Por último, abordou-se abertamente / sem "tapujos" temas como a sexualidade juvenil. Em seu tempo foi um livro muito polêmico.
Algumas citações:
- "Se estais fartos de contemplar a nuca e as costas de vossos colegas, mudai a disposição das mesas. Se credes que a classe tem um aspecto triste e melancólico, arrumai-a a vosso gosto para fazê-la habitável".
- "Quem avalia aos avaliadores?".

## Caso "Handyside contra o Reino Unido"
O "Pequeno Livro Vermelho dos Estudantes" foi julgado pelo Tribunal Europeu dos Direitos Humanos no caso Handyside contra Reino Unido.

## Edição portuguesa
- O pequeno livro vermelho do estudante. Tradução de H. Medeiros. Edições Afrodite, outubro de 1977 (ver capa)